# لوسي بيرسفورد
لوسي بيرسفورد (بالإنجليزية: Lucy Beresford)‏ (9 أكتوبر 1964)؛ كاتِبة وروائية بريطانية. درست في جامعة درم.